# Tiroteo en Weis Markets de Eaton Township
En las primeras horas de la mañana del 8 de junio de 2017, los empleados de un supermercado Weis Markets en Eaton Township, Pensilvania, Estados Unidos, estaban almacenando y cerrando la tienda por la noche. Poco antes de la 1:00 a.m., Randy Stair, de 24 años, colocó barreras en las salidas de la tienda y procedió a disparar y matar a tres de sus compañeros de trabajo antes de dispararse fatalmente a sí mismo.

## Perpetrador
Randy Stair, que se hacía llamar Andrew Blaze, fue el único autor de los asesinatos. Stair había sido empleado de Weis Markets durante siete años.
Antes de llevar a cabo su matanza, mantuvo grabaciones de vídeo y diarios detallados previos al tiroteo, la mayoría de los cuales subió a foros en línea y perfiles de redes sociales. En estos escritos y vídeos, expresaba su voluntad de suicidarse, abordaba sus tragedias personales y otras desgracias que le habían llevado a un estado de depresión, el miedo a envejecer más allá de los 20 años, describía el travestismo y el cuestionamiento de su identidad de género, daba explicaciones detalladas de sus planes para llevar a cabo el tiroteo y explicaba su creencia de que estos asesinatos le permitirían cruzar a un mundo animado que había imaginado. Stair también sentía fascinación por los múltiples tiroteos masivos, especialmente los tiroteos escolares (en particular la masacre del instituto Columbine y Eric Harris y Dylan Klebold, sus autores). En sus escritos, Stair llamaba héroes a los tiradores de Columbine, deseando haberlos conocido, y decía que Harris era su ídolo de entre los dos chicos.
A partir de 2007, Stair estuvo presente en YouTube con su canal PioneersProductions, que presentaba sketches cortos y colaboraciones que había hecho con otros creadores de contenidos. En 2014, sin embargo, anunció que iba en una dirección diferente con su contenido, citando numerosos acontecimientos desafortunados que habían ocurrido en su vida durante el año anterior. Creó su propia serie de vídeos titulada Ember's Ghost Squad (EGS), basada en el personaje ficticio Ember McLain de la serie de animación de Nickelodeon Danny Phantom. Obsesionado con el personaje, Stair había escrito anteriormente en su diario en línea que ella quería que le matara.
La noche del 7 de junio de 2017, Stair subió un último vídeo titulado «La masacre del instituto Westborough» horas antes de cometer el tiroteo. En él, describía su odio hacia las personas involucradas en la serie a través de un prólogo furioso. A continuación, mostraba una secuencia burdamente animada en la que él y uno de los personajes de EGS asesinaban a estudiantes de un instituto ficticio, antes de terminar con montajes de vídeos anteriores en los que explicaba los motivos del tiroteo. También gestionaba nueve cuentas de Twitter basadas en sus personajes, donde dejaba enlaces a diarios y vídeos que subía a MediaFire. Vivía cerca de Dallas (Pensilvania) con sus padres y había vivido en Pensilvania toda su vida.

## Tiroteo
Stair llegó para su turno de noche en Weis Markets en Eaton Township, Pensilvania (justo al sur de Tunkhannock), la noche del 7 de junio de 2017, durante la hora de cierre, aproximadamente a las 23:00. Stair fue a la zona de personal de la tienda y bloqueó una salida de emergencia en el fondo. Después continuó con sus tareas, reponiendo las estanterías y limpiando lo del día anterior. A las 12:10 a.m., envió enlaces a múltiples archivos y vídeos que detallaban sus planes a través de su cuenta de Twitter; estos archivos estaban etiquetados como «Diario», «Cintas suicidas» y «Set digital».
Posteriormente, Stair volvió a la zona de personal de la parte trasera de la tienda, bloqueó las salidas restantes y cerró las puertas automáticas de la entrada principal de la tienda. Luego sacó dos escopetas de aire comprimido con empuñadura de pistola que había ocultado en una bolsa de lona  y caminó alrededor de la tienda y mató a tres empleados: Victoria Brong, Brian Hayes y Terry Lee Sterling. A continuación, se acercó a otra compañera de trabajo, Kristan Newell, que no había oído el tiroteo porque estaba escuchando música con los auriculares puestos mientras etiquetaba artículos y reponía las estanterías cerca de la parte trasera de la tienda. En las grabaciones de las cámaras de vigilancia se vio a Stair de pie detrás de Newell mientras ella trabajaba durante unos cinco segundos antes de que él pasara al siguiente pasillo.
Después de esto, Stair procedió a disparar contra un cristal y otras mercancías de la tienda y disparó a varios pequeños tanques portátiles de propano, que no llegaron a explotar. Alrededor de ese momento, Newell pudo escapar de la tienda quitando el expositor de las puertas de entrada y rompiendo la puerta de cristal. Se escondió y finalmente consiguió escapar de la tienda y llamar al 911.
Al cabo de poco tiempo, Stair terminó de fotografiar el contenido de la tienda. Seguidamente, Stair se dirigió a la sección de delicatessen de la tienda y disparó a otro grupo de artículos. Mientras Newell hablaba por teléfono con la policía, Stair se puso la escopeta cargada en la boca y disparó una sola bala a través del paladar, matándose al instante. En total se habían efectuado 59 disparos. Todos los cartuchos disparados procedían de una sola de las dos escopetas que llevaba. Stair declaró en su quinta «Suicide Tape» que la segunda escopeta era sólo de reserva por si la primera «se le estropea o se atasca y no tiene forma de arreglarla».

## Víctimas
- Victoria Brong, 25 años, asistente del manager del equipo. [16]
- Brian Hayes, 47 años, gerente nocturno y veterano de laArmada de los Estados Unidos. [17]
- Terry Lee Sterling, 63 años, dependiente de tienda.

## Secuelas y reacciones
El tiroteo no recibió mucha atención fuera de los medios de comunicación locales, pero varios líderes públicos de Pensilvania expresaron su tristeza y condenaron las acciones del tirador. No obstante, como reacción al tiroteo, la tienda Weis Markets cerró hasta el 13 de julio. Un portavoz de Weis Markets dijo: «Estamos profundamente entristecidos por los acontecimientos de esta mañana. La seguridad de nuestros asociados, nuestros clientes y la comunidad circundante es nuestra máxima prioridad.»
Becki Hayes, cuñada de la víctima Brian Hayes, creó una campaña GoFundMe para pagar los gastos inmediatos. Hayes también apareció en el podcast de Nancy Grace Crime Stories with Nancy Grace.

### Reapertura de tiendas y respuesta
El 14 de junio de 2017, Weis Markets anunció la reapertura de la tienda. La fachada original se mantuvo intacta, pero el interior fue vaciado y remodelado con una nueva distribución. El 13 de julio de 2017 se reabrió la tienda. Muchas personas que vivían en la zona se preguntaron por qué Weis decidió no trasladar la tienda. En una entrevista con WNEP, algunos dijeron que ni siquiera entrarían en la tienda remodelada debido a lo ocurrido allí. Sin embargo, otros miembros de la comunidad aceptaron la decisión de la cadena de supermercados. Un hombre dijo que si la tienda se hubiera marchado, habría jugado a favor de Stair. Explicó: «El hombre malvado que hizo esto habría querido que se mudaran y que la gente tuviera miedo y no quisiera ir a la tienda después de lo que hizo».

### Tiroteos similares
- Tiroteo en la oficina de correos de Edmond
- Tiroteo de Standard Gravure
- Tiroteo de Indianápolis de 2021

### Listas y artículos relacionados
- Tiroteos masivos en Estados Unidos
- Violencia con armas de fuego en Estados Unidos